# Patilla (construcción)

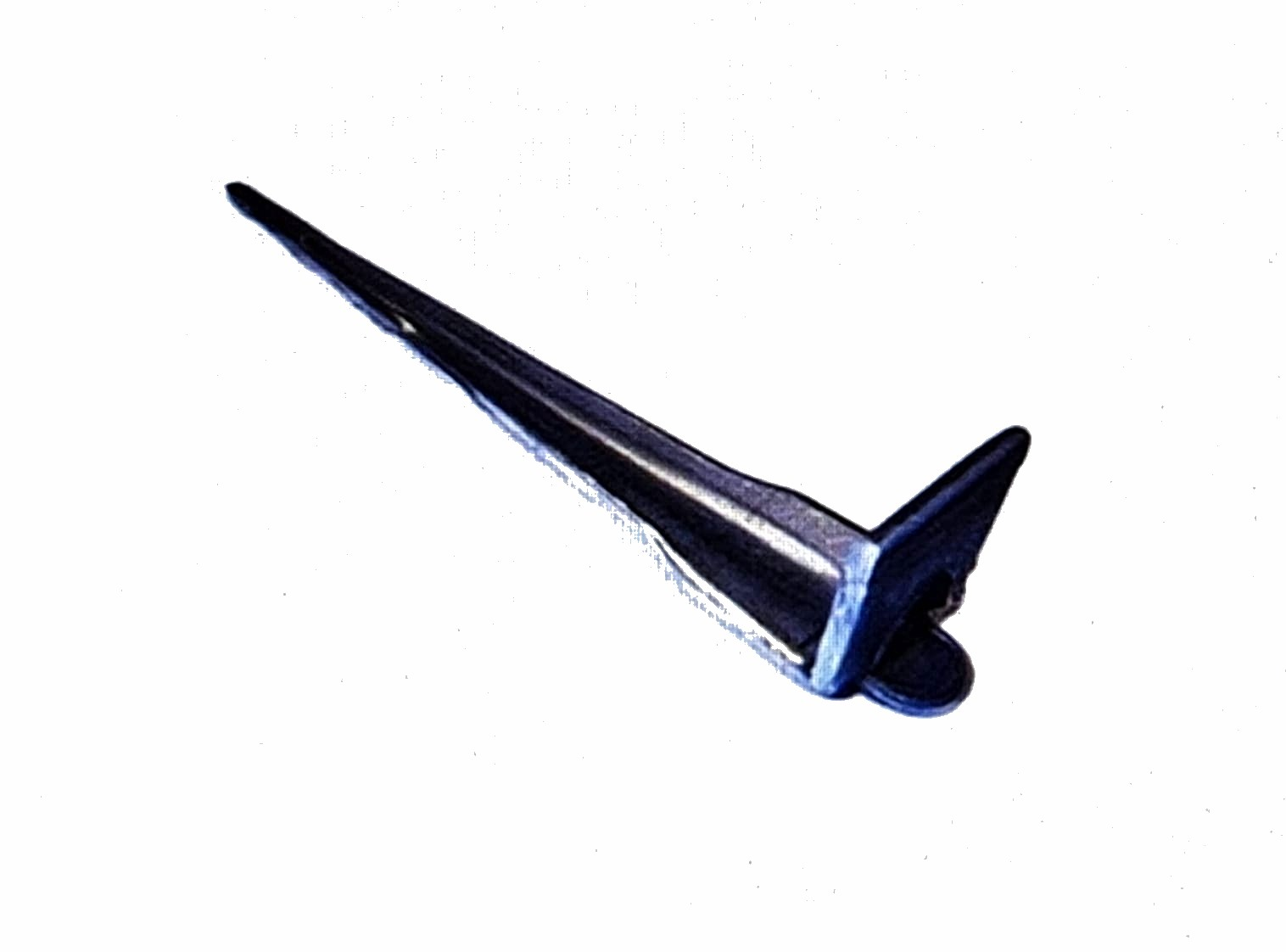
Patilla para marco de puerta

Una patilla  en el mundo de la construcción, es una pieza de metal formando un ángulo de 90 ° provista de un extremo puntiagudo que se clava en el marco de la puerta y otra ancha y plana, que se cementa en la pared. Se utiliza para empotrar algo en la pared, principalmente para fijar piezas de madera a la obra (por ejemplo: marcos de puerta). 

## Uso

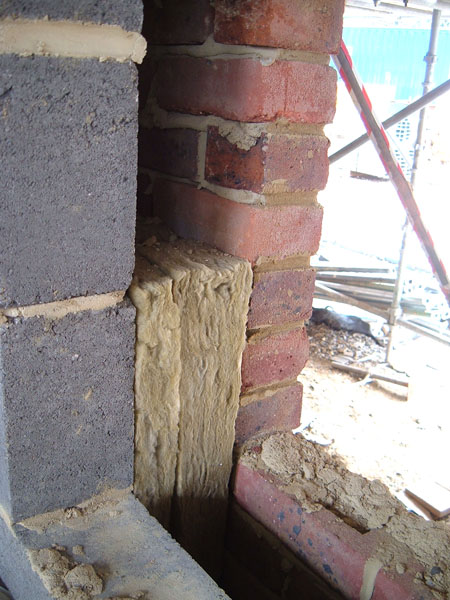
Borde de la pared para poner un marco de ventana

Normalmente se introduce dentro de un agujero realizado en la pared sobre la que se sujetará el armazón, que puede ser una pared maestra o un Tabique.